# Clan Amago

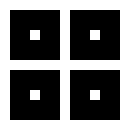
Emblème (mon) du clan.

Le clan Amago (尼子氏, Amago-shi) était une famille de samouraïs qui ont combattu le clan Ōuchi et le clan Mori puis qui sont devenus leurs vassaux. Ils régnaient sur l'ancienne province d'Izumo et à l'époque Sengoku sur la province d'Oki.

## Membres
- Amago Kiyosada (d. 1487)
- Amago Tsunehisa (1458-1541)
- Amago Hisayuki (d. 1541)
- Amago Masahisa (1488-1513)
- Amago Okihisa (1497-1534)
- Amago Haruhisa (1514-1562)
- Amago Kunihisa (d. 1554)
- Amago Masahisa (d. 1554)
- Amago Katsuhisa (1553-1578)
- Amago Yoshihisa (1540-1610)

## Vassaux et obligés
Les généraux en chef des Amago sont appelés Amago 10 Yushi (尼子十勇士).
- Yamanaka Yukimori (1544-1578)
- Akiage Iorinosuke
- Yokoji Hyogonosuke (d. 1570)
- Ueda Saenosuke
- Teramoto Seishinosuke
- Motomo Dorinosuke
- Kogura Nezuminosuke
- Fukada Doronosuke
- Hayakawa Ayunosuke
- Yabunaka Ibaranosuke